# Viaggio del giovane Anacarsi in Grecia
Viaggio del giovane Anacarsi in Grecia (titolo originale Voyage du jeune Anacharsis en Grèce, dans le milieu du quatrième siècle avant l'ère vulgaire) è un'opera di Jean-Jacques Barthélemy, edita nel 1788 a Parigi. L'opera si configura come una raccolta di curiosità antiquarie ed ebbe al suo tempo un notevole successo.

## Trama
Il protagonista è lo scita Anacarsi, discendente dell'omonimo filosofo che nel VI secolo a.C. viaggiò dalla Scizia ad Atene. Anche il protagonista compie un viaggio analogo a quello del suo avo, e da Atene compie poi delle escursioni in varie regioni nell'antica Grecia per ben 26 anni, dal 363 al 337 a.C.; solo dopo la battaglia di Cheronea e l'assoggettamento delle città-Stato greche da parte di Filippo II di Macedonia si decide a tornare in patria e stendere un resoconto dei suoi viaggi ellenici.

## Caratteristiche
La prima edizione si ebbe nel 1788 a Parigi; constava di sei volumi, più uno aggiuntivo contenente mappe storiche e riproduzioni di monete greche (Barthélemy era anche un numismatico).
Il libro assume la forma di un diario di viaggio, con la particolarità di essere un'opera d'invenzione (il resoconto descrive viaggi non svoltisi realmente e il protagonista è immaginario), per di più ambientata nel passato; alla luce di questi motivi potrebbe essere considerato addirittura uno dei primi moderni romanzi storici.
Al tempo stesso l'opera è ancor più complessa: si tratta infatti di una mescolanza di invenzione ed erudizione, in quanto è un trattato antiquario sostenuto da una narrativa storica. In realtà l'aspetto erudito è talmente preponderante - soffermandosi minuziosamente sulle usanze e sugli oggetti quotidiani dell'antica Grecia - da avere la meglio sul secondo, tanto che potrebbe sembrare una vera e propria enciclopedia.

## Fortuna
L'opera ebbe straordinario successo ai suoi tempi: nel secolo successivo ne uscirono circa ottanta edizioni, alcune adattate per ragazzi, e traduzioni non solo nelle principali lingue dell'Europa occidentale, ma anche in neogreco e addirittura in armeno, oltre a varie imitazioni. Si è affermato anche che, data la sua popolarità, abbia contribuito non poco ad ispirare il filellenismo europeo tipico degli inizi del XIX secolo, e di conseguenza il sostegno alla guerra d'indipendenza greca.
Nel 1821 il barone Alexandre de Théis pubblicò un seguito dichiarato dell'Anacarsi, di cui riprendeva la premessa: Le Voyage de Polyclète, riguardante l'Italia antica.
L'opera era nota a Giacomo Leopardi, che la lesse probabilmente durante il suo soggiorno a Roma del 1822-23, ed è citata proprio all'inizio di Madame Bovary di Gustave Flaubert (1857), ove Charles Bovary da giovane ne è un appassionato lettore.